# Good Sad Happy Bad
Good Sad Happy Bad je čtyřčlenná anglická indie rocková hudební skupina z předměstí Londýna, založená v roce 2008. Do roku 2016 vystupovali jako Micachu & The Shapes. K roku 2024 vydali pět studiových alb.

## Diskografie

### Alba
- Jewellery, Rough Trade Records (2009)
- Chopped and Screwed (živé album, 2011)
- Never (2012)
- Good Sad Happy Bad (2015)
- Shades (2020)
- All Kinds of Days (2024)

### 7"
- Lone Ranger (2008)
- Golden Phone (2008)
- Lips (2009)
- "Turn Me Well (2009)

### Mixtapy
- Filthy Friends (únor 2008)
- Kwesachu. s Kwes. (červen 2009)

### Remixy
- Spit At Stars - Jack Penate
- Lick Ur - Naked & The Boys
- British Weather & Camping In England - Man Like Me
- Radio Ladio - Metronomy
- True Romance - Golden Silvers
- Monsters Waltz - The Invisible
- Basic Space - The xx